# Matías Rojas
Pour les articles homonymes, voir Rojas.
 (juillet 2024).
La mise en forme du texte ne suit pas les recommandations de Wikipédia : il faut le « wikifier ».
Les points d'amélioration suivants sont les cas les plus fréquents :
- Les titres sont pré-formatés par le logiciel. Ils ne sont ni en capitales, ni en gras.
- Le texte ne doit pas être écrit en capitales (les noms de famille non plus), ni en gras, ni en italique, ni en « petit »…
- Le gras n'est utilisé que pour surligner le titre de l'article dans l'introduction, une seule fois.
- L'italique est rarement utilisé : mots en langue étrangère, titres d'œuvres, noms de bateaux, etc.
- Les citations ne sont pas en italique mais en corps de texte normal. Elles sont entourées par des guillemets français : « et ».
- Les listes à puces sont à éviter, des paragraphes rédigés étant largement préférés. Les tableaux sont à réserver à la présentation de données structurées (résultats, etc.).
- Les appels de note de bas de page (petits chiffres en exposant, introduits par l'outil «  Source ») sont à placer entre la fin de phrase et le point final[comme ça].
- Les liens internes (vers d'autres articles de Wikipédia) sont à choisir avec parcimonie. Créez des liens vers des articles approfondissant le sujet. Les termes génériques sans rapport avec le sujet sont à éviter, ainsi que les répétitions de liens vers un même terme.
- Les liens externes sont à placer uniquement dans une section « Liens externes », à la fin de l'article. Ces liens sont à choisir avec parcimonie suivant les règles définies. Si un lien sert de source à l'article, son insertion dans le texte est à faire par les notes de bas de page.
- La présentation des références doit suivre les conventions bibliographiques. Il est recommandé d'utiliser les modèles {{Ouvrage}}, {{Chapitre}}, {{Article}}, {{Lien web}} et/ou {{Bibliographie}}. Le mode d'édition visuel peut mettre en forme automatiquement les références.
- Insérer une infobox (cadre d'informations à droite) n'est pas obligatoire pour parachever la mise en page.

Pour une aide détaillée, merci de consulter Aide:Wikification.
Si vous pensez que ces points ont été résolus, vous pouvez retirer ce bandeau et améliorer la mise en forme d'un autre article.
Matías Rojas, né le 3 novembre 1995, est un footballeur international paraguayen. Il joue au poste de milieu offensif à River Plate.

## Biographie

### En club
Le premier club de Rojas dans sa carrière était Cerro Porteño. Il a fait ses débuts pour le club de la Primera División en mars 2014 lors d'une défaite contre Nacional. Un an plus tard, Rojas a marqué son premier but en senior le 13 mars 2015 alors que Cerro Porteño battait Deportivo Capiatá 3-2 à l'Estadio Defensores del Chaco. Il a joué trente-quatre fois au cours des saisons 2015 et 2016. Le 10 janvier 2017, Rojas a été prêté au Lanús du Championnat d'Argentine de football,. Il est resté dix-sept mois, faisant dix-huit apparitions et marquant une fois en Copa Argentina.
Rojas est revenu à Cerro Porteño le 30 juin 2018, mais est retourné en Argentine en prêt quelques semaines plus tard après avoir accepté de rejoindre Defensa y Justicia,. Il a marqué lors de sa première titularisation, égalisant dans un match nul 1-1 contre Belgrano. Rojas a quitté Cerro Porteño de manière permanente en juin 2019, restant en Argentine après avoir signé avec Racing Club de la Primera División.
Le 23 avril 2024, Rojas a été transféré à l'Inter Miami CF en tant que joueur libre. Le 27 avril, il a fait ses débuts en MLS lors d'une victoire 4-1 contre le New England Revolution. Le 4 mai, il a marqué ses deux premiers buts pour Inter Miami lors d'une victoire écrasante 6-2 contre les New York Red Bulls. Il a ensuite marqué contre le CF Montréal, contribuant à une victoire 2-3.

### En sélection
Le 2 mars 2019, Rojas a été convoqué en équipe nationale du Paraguay par Eduardo Berizzo en vue des matchs amicaux de ce mois contre le Pérou et le Mexique,. Il a fait ses débuts le 22 mars dans le match contre le Pérou, entrant en jeu à la 66e minute en remplacement de Cecilio Domínguez. Berizzo l'a ensuite sélectionné dans sa liste préliminaire pour la Copa América 2019 le 13 mai, avant de le confirmer officiellement pour la compétition le 29 mai,.

## Statistiques
| Saison                | Sélection             | Phases finales        | Phases finales | Phases finales | Phases finales | Éliminatoires CDM | Éliminatoires CDM | Éliminatoires CDM | Matchs amicaux | Matchs amicaux | Matchs amicaux | Total | Total | Total |
| Saison                | Sélection             | Compétition           | M              | B              | Pd             | M                 | B                 | Pd                | M              | B              | Pd             | M     | B     | Pd    |
| --------------------- | --------------------- | --------------------- | -------------- | -------------- | -------------- | ----------------- | ----------------- | ----------------- | -------------- | -------------- | -------------- | ----- | ----- | ----- |
| 2018-2019             | Paraguay              | Copa América 2019     | 2              | 0              | 0              | -                 | -                 | -                 | 3              | 0              | 0              | 5     | 0     | 0     |
| 2019-2020             | Paraguay              | -                     | -              | -              | -              | -                 | -                 | -                 | 2              | 0              | 0              | 2     | 0     | 0     |
| 2020-2021             | Paraguay              | Copa América 2021     | -              | -              | -              | 1                 | 0                 | 0                 | -              | -              | -              | 1     | 0     | 0     |
| 2021-2022             | Paraguay              |                       | -              | -              | -              | 3                 | 0                 | 0                 | -              | -              | -              | 3     | 0     | 0     |
| 2022-2023             | Paraguay              |                       | -              | -              | -              | -                 | -                 | -                 | 4              | 1              | 1              | 4     | 1     | 1     |
| 2023-2024             | Paraguay              | Copa América 2024     | 1              | 0              | 0              | 3                 | 0                 | 0                 | 2              | 0              | 1              | 6     | 0     | 1     |
| Total sur la carrière | Total sur la carrière | Total sur la carrière | 3              | 0              | 0              | 7                 | 0                 | 0                 | 11             | 1              | 2              | 21    | 1     | 2     |

## Palmarès
Cerro Porteño
- Primera División du Paraguay : Ouverture 2015, Clôture 2017

Racing Club
- Trophée des champions : 2022[11]